# Грегъри Джарвис
Грегъри Брус Джарвис (на английски: Gregory Bruce Jarvis) (24 август 1944 – 28 януари 1986 г.) e американски астронавт, загинал при катастрофата на космическата совалка Чалънджър, мисия STS-51-L.

## Образование
Грегъри Джарвис завършва колеж в Ню Йорк през 1962 г. През 1967 г. става бакалавър по електроинженерство в Държавния университет на Ню Йорк в Бъфало. През 1969 г. получава магистърска степен по същата специалност от Североизточния университет в Бостън. През 1974 г. защитава магистратура по научен мениджмънт в Университета на Западния бряг в Лос Анджелис.

## Военна кариера
След дипломирането си през 1969 г., Джарвис постъпва на служба в USAF. Работи в различни научни звена на американските ВВС и през 1973 г. е произведен в чин капитан. Малко след това, напуска USAF и започва работа в аерокосмическия гигант Хюз Еъркрафт. Разработките му са свързани с конструирането на шпионски сателит от ново поколение.

## Служба в НАСА
Избран е за астронавт от НАСА през юли 1984 г. като член на специална селекция на Хюз Еъркрафт (на английски: Hughes Aircraft Payload Specialist). Селекцията е извършена между 4 кандидати, участвали в построяването на шпионски спътник от ново поколение. Това показва какво голямо значение са отдавали на предстоящата мисия USAF и Хюз Еъркрафт. След приключване на курс по обучение е включен в екипажа на мисия STS-51L.

## Полет
Г. Джарвис лети в космоса като член на екипажа на фаталната мисия STS-51L:
| Космически полет на Грегъри Брус Джарвис      | Космически полет на Грегъри Брус Джарвис | Космически полет на Грегъри Брус Джарвис | Космически полет на Грегъри Брус Джарвис | Космически полет на Грегъри Брус Джарвис | Космически полет на Грегъри Брус Джарвис | Космически полет на Грегъри Брус Джарвис |
| №                                             | Дата                                     | КК                                       | Емблема на мисията                       | Функции                                  | Продължителност                          |                                          |
| --------------------------------------------- | ---------------------------------------- | ---------------------------------------- | ---------------------------------------- | ---------------------------------------- | ---------------------------------------- | ---------------------------------------- |
| 1                                             | 28 януари 1986                           | „Чалънджър“, мисия STS-51L               |                                          | Специалист по полезния товар             | 1 мин. 13 сек.                           |                                          |
| Сумарно време в космоса – 1 мин. и 13 секунди |                                          |                                          |                                          |                                          |                                          |                                          |

По време на мисията совалката „Чалънджър“ се взривява 73 сек. след старта. Грегъри Джарвис загива на 41-год. възраст заедно с останалите 6 астронавти от 7-членния екипаж на космическата совалка. По време на катастрофата Джарвис е на средната палуба и е изхвърлен от взрива извън космическия кораб. Тялото му е намерено от спасителните екипи във водите на Атлантическия океан на 15 април 1986 г., т.е. 2,5 мес. след трагедията.

## Награди
На 23 юли 2004 г. Грегъри Джарвис е награден (посмъртно) от Конгреса на САЩ с Космически медал на честта – най-високото гражданско отличие за изключителни заслуги в областта на аерокосмическите изследвания.